# Presupuestos Generales del Estado
Los Presupuestos Generales del Estado (PGE) es el nombre que recibe el presupuesto público de España. Son considerados la ley más importante que un gobierno promulga en un año y determinan su política en la mayor parte de todos los ámbitos, además de ser la base sobre la que se moverá la economía del Estado en ese año.

## Aspectos básicos
Los aspectos básicos están definidos en el artículo 134 de la Constitución española y expandidos en la Ley 47/2003, General Presupuestaria.
Los Presupuestos Generales del Estado son anuales, incluyen todos los gastos e ingresos del sector público estatal (administración central, sin incluir administración de la seguridad social, ni administraciones territoriales) y en ellos se consigna el importe de los beneficios fiscales que afecten a los tributos del Estado. España fue pionera en términos de transparencia en 1978 por la introducción de esta obligación respecto a los beneficios fiscales.[cita requerida] Dado que estos son equivalentes a una subvención indirecta, se pueden considerar gasto y por tanto deben estar recogidos en el presupuesto.

### Elaboración y aprobación
Los elabora el Gobierno de España. Las Cortes Generales deben aprobarlos y, si lo ven necesario, pueden hacer modificaciones.
El Gobierno debe presentar ante el Congreso de los Diputados los Presupuestos Generales del Estado al menos tres meses antes de que acabe el año anterior.  El objetivo es que el presupuesto esté aprobado antes del 31 de diciembre de cada año. Si la Ley de Presupuestos no se aprueba antes del primer día del año correspondiente, se prorrogan los presupuestos anteriores hasta que se aprueben unos nuevos.
Esta prórroga tiene alguna excepción: no afecta a créditos aprobados para actividades que finalizaron en el ejercicio cuyo presupuesto se prórroga. En la práctica, cuando un gobierno no consigue el apoyo parlamentario para aprobar el presupuesto, es habitual celebración de elecciones anticipadas puesto que es muy difícil gobernar y tomar decisiones de política económica con un presupuesto prorrogado.[cita requerida]

### Límite de gasto
El límite de gasto establecido en el presupuesto no es absoluto. Aprobados los Presupuestos Generales del Estado, el Gobierno puede presentar proyectos de ley que impliquen aumento del gasto público o disminución de los ingresos correspondientes al mismo ejercicio presupuestario. El Congreso de los Diputados también puede presentar una proposición o enmienda que suponga aumento de los créditos (gasto) o disminución de los ingresos presupuestarios pero esta propuesta requiere la conformidad del Gobierno para su tramitación.

### Estabilidad presupuestaria
El artículo 135 de la Constitución, reformado en el año 2011, establece los principios de estabilidad presupuestaria y sostenibilidad financiera. Entre ellos se establece que los créditos para pagar la deuda pública tienen prioridad absoluta sobre el resto de gastos. Incluso aunque el presupuesto no incluya previsión de gasto en pago de deuda, si existen deudas el crédito para ese gasto se entiende automáticamente introducido en el presupuesto de forma virtual por este artículo de la constitución. Los principios establecidos en este artículo se desarrollan en la Ley Orgánica de Estabilidad Presupuestaria y Sostenibilidad Financiera.
El objetivo de estabilidad presupuestaria es presentado por el Gobierno y se establece cada tres años de acuerdo a previsiones de crecimiento económico. Cada año debe elaborarse un plan presupuestario plurianual por tres años en el que se tenga en cuenta el objetivo de estabilidad.

## Procedimiento presupuestario
El anteproyecto de ley de presupuestos lo elabora anualmente el Gobierno de la Nación, a través del Ministerio de Hacienda (Secretaría de Estado de Presupuestos y Gastos). El procedimiento presupuestario se inicia con una orden del Ministro de Hacienda, en la que informa a los distintos órganos, organismos y resto de entidades públicas de la Administración de las directrices para su elaboración. Una vez el Ministerio ha recibido las propuestas presupuestarias de todos los servicios de la Administración, este les da coherencia y pasa a conocerse como anteproyecto.
Una vez que el anteproyecto recibe el visto bueno del Consejo de Ministros, se convierte formalmente en proyecto de ley y el ministro de Hacienda lo presenta ante el Congreso de los Diputados al menos tres meses antes de que termine el año. Es entonces cuando el Congreso de los Diputados decide si admitirlo a trámite y si aprueba enmiendas a la totalidad, que si salen adelante suponen su devolución al Gobierno. 
Superado ese trámite, la capacidad de alteración por enmiendas parciales está sujeta a la no alteración del equilibrio presupuestario. Posteriormente pasan al Senado, que hace una segunda lectura, pero cuya capacidad de alterarlos es muy limitada, con una última remisión al Congreso. Posteriormente son sancionados por el rey y publicados en el Boletín Oficial del Estado con rango de ley ordinaria. En el caso de que no se aprueben, se prorrogarán automáticamente los del año anterior.
Los presupuestos generales del Estado incluyen una previsión de ingresos y gastos para el conjunto del Estado, lo que supone que no solo prevé el gasto de los órganos constitucionales y del Gobierno central y sus organismos, sino que también prevé el gasto de la Seguridad Social y de los fondos necesarios para la financiación del resto de administraciones públicas, por lo que su aprobación o rechazo influye en el resto de administraciones.
Los presupuestos de las comunidades autónomas y de los municipios se organizan de modo independiente, pero tienen que sujetarse a un marco regulador común, por ejemplo en la fijación del déficit público. La legislación de la Unión Europea, los presupuestos de esta y el intercambio de diversos pagos y cobros con las distintas administraciones públicas españolas, también suponen diferentes limitaciones de la capacidad y autonomía presupuestaria nacional de España.

## Otros presupuestos

### Presupuesto anual de la Unión Europea
Las instituciones españolas participan activamente en la elaboración y aprobación del presupuesto de la Unión Europea y el Marco Financiero Plurianual (MFF), esto es, en el marco del Consejo de Asuntos Económicos y Financieros, así como en el Parlamento Europeo, en concreto la comisión de Asuntos Económicos y Monetarios.

### Presupuestos de las comunidades autónomas
La Constitución española no dice nada acerca de cómo deben ser los presupuestos de las comunidades autónomas, aunque para su elaboración y aprobación se utiliza un presupuesto homólogo al nacional. La aprobación de los presupuestos autonómicos no está sometida a ningún tipo de tutela por parte de la Administración General del Estado.

### Presupuestos de las corporaciones locales
El artículo 142 de la Constitución establece que los municipios tienen autonomía financiera, contando anualmente con sus propios presupuestos. No pueden, sin embargo, crear sus propios tributos, puesto que tiene potestad reglamentaria pero no legislativa. El principal reglamento económico de una entidad local es la ordenanza fiscal, una norma con rango reglamentario que desarrollan aquellas disposiciones que la Ley Reguladora de las Haciendas Locales les permita; esta ley establece unas bases mínimas y da bastante libertad a los municipios para que desarrollen esas bases.
La estructura básica de los presupuestos locales, a diferencia de la de los autonómicos, sí está establecida por el Gobierno. Las entidades locales no pueden presentar déficit presupuestario según el artículo 135 de la constitución.

## Historia de los presupuestos

### Presupuestos con artículo propio
- Presupuestos Generales del Estado de España para 2018.
- Presupuestos Generales del Estado de España para 2023.

### Desglose por legislatura
| Legislatura      | Año  | Aprobación              | Gobierno                                          | Gobierno | Estado | Ministro de Hacienda                                            | Notas |
| ---------------- | ---- | ----------------------- | ------------------------------------------------- | -------- | --- | --------------------------------------------------------------- | --- |
| VI Legislatura   | 2000 | 29 de diciembre de 1999 |                                                   | PP       | Aprobados | Cristóbal Ricardo Montoro Romero                                | Aprobados con el apoyo de partidos minoritarios de las cámaras e in extremis antes de la celebración de las elecciones generales y su posterior formación de gobierno. |
| VII Legislatura  | 2001 | 28 de diciembre de 2000 | Aprobados                                         | PP       | Mayoría absoluta del PP. | Cristóbal Ricardo Montoro Romero                                | |
| VII Legislatura  | 2002 | 27 de diciembre de 2001 | Aprobados                                         | PP       | Mayoría absoluta del PP. | Cristóbal Ricardo Montoro Romero                                | |
| VII Legislatura  | 2003 | 30 de diciembre de 2002 | Aprobados                                         | PP       | Mayoría absoluta del PP. | Cristóbal Ricardo Montoro Romero                                | |
| VII Legislatura  | 2004 | 30 de diciembre de 2003 | Aprobados                                         | PP       | Mayoría absoluta del PP. | Cristóbal Ricardo Montoro Romero                                | |
| VIII Legislatura | 2005 | 27 de diciembre de 2004 |                                                   | PSOE     | Aprobados | Pedro Solbes Mira                                               | Aprobados con el apoyo de partidos minoritarios de las cámaras. |
| VIII Legislatura | 2006 | 29 de diciembre de 2005 | Aprobados                                         | PSOE     | Aprobados con el apoyo de partidos minoritarios de las cámaras. | Pedro Solbes Mira                                               | |
| VIII Legislatura | 2007 | 28 de diciembre de 2006 | Aprobados                                         | PSOE     | Aprobados con el apoyo de partidos minoritarios de las cámaras. | Pedro Solbes Mira                                               | |
| VIII Legislatura | 2008 | 26 de diciembre de 2007 | Aprobados                                         | PSOE     | Aprobados con el apoyo de partidos minoritarios de las cámaras. | Pedro Solbes Mira                                               | |
| IX Legislatura   | 2009 | 23 de diciembre de 2008 | Aprobados                                         | PSOE     | Aprobados con el apoyo de partidos minoritarios de las cámaras. | Pedro Solbes Mira                                               | |
| IX Legislatura   | 2010 | 23 de diciembre de 2009 | Aprobados                                         | PSOE     | Elena Salgado Méndez | Aprobados con el apoyo de partidos minoritarios de las cámaras. | |
| IX Legislatura   | 2011 | 22 de diciembre de 2010 | Aprobados                                         | PSOE     | Elena Salgado Méndez | Aprobados con el apoyo de partidos minoritarios de las cámaras. | |
| X Legislatura    | 2012 | 29 de junio de 2012     |                                                   | PP       | Prorrogados PGE 2011 Aprobados a mediados de 2012 | Cristóbal Ricardo Montoro Romero                                | Prórroga debida a las elecciones generales de 2011. Mayoría absoluta del PP. |
| X Legislatura    | 2013 | 27 de diciembre de 2012 | Aprobados                                         | PP       | Mayoría absoluta del PP. | Cristóbal Ricardo Montoro Romero                                | |
| X Legislatura    | 2014 | 23 de diciembre de 2013 | Aprobados                                         | PP       | Mayoría absoluta del PP. | Cristóbal Ricardo Montoro Romero                                | |
| X Legislatura    | 2015 | 26 de diciembre de 2014 | Aprobados                                         | PP       | Mayoría absoluta del PP. | Cristóbal Ricardo Montoro Romero                                | |
| X Legislatura    | 2016 | 29 de octubre de 2015   | Aprobados                                         | PP       | Aprobados antes de lo habitual debido a las elecciones generales de 2015. Mayoría absoluta del PP.                                                                                 | Cristóbal Ricardo Montoro Romero                                | |
| XII Legislatura  | 2017 | 27 de junio de 2017     | Prorrogados PGE 2016 Aprobados a mediados de 2017 | PP       | Las elecciones generales de 2016 y los problemas para formar gobierno retrasaron la aprobación de los PGE de 2017. Aprobados con el apoyo de partidos minoritarios de las cámaras. | Cristóbal Ricardo Montoro Romero                                | |
| XII Legislatura  | 2018 | 3 de julio de 2018      |                                                   | PP       | Prorrogados PGE 2017 Aprobados a mediados de 2018 | Cristóbal Ricardo Montoro Romero                                | Prorrogados los presupuestos de 2017 hasta mediados de 2018 debido a la falta de mayoría parlamentaria y al cambio de gobierno. Los presupuestos, aprobados con el apoyo de partidos minoritarios de las cámaras, fueron elaborados por el segundo gobierno de Mariano Rajoy y gestionados por el primero de Pedro Sánchez. |
| XII Legislatura  | 2018 | 3 de julio de 2018      | PSOE                                              |          | Prorrogados PGE 2017 Aprobados a mediados de 2018 | Cristóbal Ricardo Montoro Romero                                | Prorrogados los presupuestos de 2017 hasta mediados de 2018 debido a la falta de mayoría parlamentaria y al cambio de gobierno. Los presupuestos, aprobados con el apoyo de partidos minoritarios de las cámaras, fueron elaborados por el segundo gobierno de Mariano Rajoy y gestionados por el primero de Pedro Sánchez. |
| XII Legislatura  | 2019 | (Prorrogados PGE 2018)  |                                                   | PSOE     | Rechazados Prorrogados PGE 2018 | María Jesús Montero Cuadrado                                    | El Congreso de los Diputados rechazó los presupuestos presentados por el Gobierno. El residente del Gobierno convocó elecciones generales tras la falta de mayoría parlamentaria. |
| XIV Legislatura  | 2020 | (Prorrogados PGE 2018)  |                                                   | PSOE     | No presentados Prorrogados PGE 2018 | María Jesús Montero Cuadrado                                    | No se presentaron debido a la repetición electoral de noviembre y formación del gobierno en enero de 2020, sumado después a la crisis por la pandemia de COVID-19. |
| XIV Legislatura  | 2020 | (Prorrogados PGE 2018)  | UP                                                |          | No presentados Prorrogados PGE 2018 | María Jesús Montero Cuadrado                                    | No se presentaron debido a la repetición electoral de noviembre y formación del gobierno en enero de 2020, sumado después a la crisis por la pandemia de COVID-19. |
| XIV Legislatura  | 2021 | 23 de diciembre de 2020 |                                                   | PSOE     | Aprobados | María Jesús Montero Cuadrado                                    | Aprobados por mayoría absoluta de 188 diputados con el apoyo de partidos minoritarios de las cámaras. |
| XIV Legislatura  | 2021 | 23 de diciembre de 2020 | UP                                                |          | Aprobados | María Jesús Montero Cuadrado                                    | Aprobados por mayoría absoluta de 188 diputados con el apoyo de partidos minoritarios de las cámaras. |
| XIV Legislatura  | 2022 | 28 de diciembre de 2021 |                                                   | PSOE     | Aprobados | María Jesús Montero Cuadrado                                    | Aprobados por mayoría absoluta de 190 diputados con el apoyo de partidos minoritarios de las cámaras. |
| XIV Legislatura  | 2022 | 28 de diciembre de 2021 | UP                                                |          | Aprobados | María Jesús Montero Cuadrado                                    | Aprobados por mayoría absoluta de 190 diputados con el apoyo de partidos minoritarios de las cámaras. |
| XIV Legislatura  | 2023 | 20 de diciembre de 2022 |                                                   | PSOE     | Aprobados | María Jesús Montero Cuadrado                                    | Aprobados por mayoría absoluta de 187 diputados con el apoyo de partidos minoritarios de las cámaras. |
| XIV Legislatura  | 2023 | 20 de diciembre de 2022 | UP                                                |          | Aprobados | María Jesús Montero Cuadrado                                    | Aprobados por mayoría absoluta de 187 diputados con el apoyo de partidos minoritarios de las cámaras. |
| XV Legislatura   | 2024 | (Prorrogados PGE 2023)  |                                                   | PSOE     | No presentados Prorrogados PGE 2023 | María Jesús Montero Cuadrado                                    | No se presentaron debido a los retrasos provocados por la aprobación de la ley de amnistía y la convocatoria de elecciones anticipadas en Cataluña. |
| XV Legislatura   | 2024 | (Prorrogados PGE 2023)  | Sumar                                             |          | No presentados Prorrogados PGE 2023 | María Jesús Montero Cuadrado                                    | No se presentaron debido a los retrasos provocados por la aprobación de la ley de amnistía y la convocatoria de elecciones anticipadas en Cataluña. |
| XV Legislatura   | 2025 | (Prorrogados PGE 2023)  |                                                   | PSOE     | No presentados Prorrogados PGE 2023 | María Jesús Montero Cuadrado                                    | No se presentaron ante la imposibilidad de aprobarlos. |
| XV Legislatura   | 2025 | (Prorrogados PGE 2023)  | Sumar                                             |          | No presentados Prorrogados PGE 2023 | María Jesús Montero Cuadrado                                    | No se presentaron ante la imposibilidad de aprobarlos. |

Acorde a la Secretaría de Estado de Presupuestos y Gastos los Presupuestos Generales del Estado y el PIB (en millones de euros), así como la proporción del primero respecto al segundo, en los últimos años han sido:
| Año  | Presupuestos consolidados (en millones de euros) | PIB (M€)  | % PGE consolidados/PIB |
| 2004 | 264 986                                          | 841 294   | 31,5 %                 |
| 2005 | 279 111                                          | 909 298   | 30.8%                  |
| 2006 | 301 488                                          | 985 547   | 30,6 %                 |
| 2007 | 324 964                                          | 1 053 161 | 30,9 %                 |
| 2008 | 349 415                                          | 1 087 788 | 32,1 %                 |
| 2009 | 384 520                                          | 1 046 894 | 36,7 %                 |
| 2010 | 386 400                                          | 1 045 620 | 37,0 %                 |
| 2011 | 362 788                                          | 1 046 327 | 34,7 %                 |
| 2012 | 362 066                                          | 1 029 002 | 35,2 %                 |
| 2013 | 408 034                                          | 1 049 181 | 38,9 %                 |
| 2014 | 423 231                                          | 1 058 469 | 39,9 %                 |
| 2015 | 440 076                                          | 1 078 092 | 40,8 %                 |
| 2016 | 436 370                                          | 1 114 420 | 39,1 %                 |
| 2017 | 443 133                                          | 1 162 492 | 38,1 %                 |
| 2018 | 449 785                                          | 1 203 859 | 37,3 %                 |
| 2019 | 449 785                                          | 1 245 513 | 36,1 %                 |
| 2020 | 449 785                                          | 1 117 989 | 40,2 %                 |
| 2021 | 550 484                                          | 1 206 842 | 45,6 %                 |
| 2022 | 527 108                                          | 1 327 108 | 39,7 %                 |
| 2023 | 583 543                                          | 1 462 070 | 39,9 %                 |
| 2024 | 583 543                                          |           |                        |

| Presupuestos Generales del Estado (en millones de euros)                               |
|                                                                                        |
| Gobierno: PP / PSOE Fuente: Presupuestos Generales del Estado. Ministerio de Hacienda. |

### Incumplimientos de la obligación legal
En España, durante la democracia, se ha consagrado como práctica relativamente habitual la no presentación de unos PGE en tiempo y forma, así como su consiguiente no aprobación antes del 1 de enero. Concretamente, los años que en democracia ha habido este incumplimiento son los siguientes:
- 1978: el Gobierno en funciones asume durante los últimos tres días del año los presupuestos elaborados por el Gobierno nombrado discrecionalmente por Juan Carlos I.
- 1979: se celebraron las primeras elecciones generales constitucionales. No se presentaron los Presupuestos hasta que hubo sido designado un Gobierno democrático.
- 1983: el Gobierno de Calvo-Sotelo, ante su debilidad parlamentaria, no elaboró Presupuestos y convocó elecciones anticipadas. Tuvo que ser el nuevo Gobierno de Felipe González el que, con retraso, aprobase los Presupuestos correspondientes.
- 1990: la celebración de elecciones generales a finales de 1989 hizo que los Presupuestos de 1990 entrasen en vigor con retraso.
- 1996: el proyecto de presupuestos fue enmendado a la totalidad por el Parlamento y el Gobierno convocó elecciones. Tras las elecciones, el nuevo Gobierno de Aznar, que tomó posesión en mayo, renunció a reelaborar los Presupuestos 1996 por falta de tiempo, prorrogándose el resto del año los Presupuestos de 1995.
- 2012: el Gobierno de Rodríguez Zapatero no elaboró los Presupuestos de 2012 por su debilidad parlamentaria y convocó elecciones anticipadas. El nuevo Gobierno de Rajoy tuvo que elaborar unos Presupuestos, que entraron en vigor con retraso.
- 2017: el retraso en la formación de un Gobierno tras las elecciones de diciembre de 2015, que conllevó incluso una repetición electoral en el mes de junio siguiente, impidió presentar los Presupuestos a tiempo. Presentados tarde por el Gobierno, entraron en vigor en verano, con retraso.
- 2018: el Gobierno aplazó la presentación de los Presupuestos por falta de apoyos parlamentarios en ese momento. Presentados finalmente en primavera, fueron aprobados entrado el verano. Durante su tramitación hubo un cambio de Gobierno resultado de la adopción de una moción de censura por el Congreso de los Diputados.
- 2019: El Gobierno, al igual que ocurrió el año anterior, dilató la presentación de los presupuestos esperando contar con una mayoría parlamentaria más sólida. Al no contar con ella, el presidente del Gobierno propuso al rey la disolución Parlamento y convocó elecciones anticipadas. Los presupuestos no llegaron a aprobarse ya que no se consiguió formar Gobierno hasta enero de 2020.
- 2020: El nuevo Gobierno surgido de las urnas y formado en enero de ese año rechazó presentar los Presupuestos Generales del Estado 2020 al quedar «totalmente desfasadas» sus previsiones por la pandemia COVID-19.[38]
- 2024: La tardía formación del Gobierno (se constituyó en noviembre de 2023), unido a la debilidad parlamentaria del mismo, supuso la prórroga de los presupuestos del año anterior.[39]